# Château des barons du Pont
Le château des barons du Pont est situé dans la ville de Pont-l'Abbé, dans le Finistère, en Bretagne, dont il constitue un des principaux monuments. 

## Origines
Tirant son origine d'une motte féodale fondée par les moines de l'abbaye de Loctudy au bout du pont qu'ils contrôlent, il est relevé après les invasions normandes par des seigneurs qui s'attribuent le titre de « baron du Pont » et constituent au fil du temps une puissante seigneurie.

## Château actuel
L'édifice actuel est édifié au XIVe siècle par Hervé du Pont et largement modifié aux XVIIe et XVIIIe siècles. Vendu comme bien national à la Révolution, il est en partie démoli puis racheté par la ville de Pont-l'Abbé en 1836 qui y installe la mairie, les écoles, la gendarmerie et la justice de paix. Rénové en 1954, le bâtiment accueille depuis la mairie et le Musée bigouden (collection de costumes et coiffes), ancien donjon seigneurial des barons du Pont, datant des XIVe siècle et XVIIIe siècle. On peut y découvrir des caves de l'époque médiévale en sous-sol. La salle des mariages est agrémentée de tableaux de Mathurin Méheut (le port de Sainte-Marine), Henri Sollier et le peintre pont-l'abbiste Jacques Godin.

## Inscription
Le château est inscrit sur la liste des monuments historiques en 1926.

## Chantier de restauration
En janvier 2022 commence une vaste campagne de restauration de l'édifice, prévue jusqu'à la fin 2025, pour un coût de plus de six millions d'euros ; l'intérieur du bâtiment est totalement mis à nu, sur les trois étages, puis est restauré.